# Bystrianská jeskyně
Bystrianská jeskyně je největší jeskyní jižní strany Nízkých Tater. Nachází se v Bystrianském krasu v jižní části Národního parku Nízké Tatry, u obce Bystrá.
Stará část jeskyně byla známá odjakživa. Vchod do ní tvoří přírodní otvor v kopci Bílé bradlo, 80 m nad potokem Bystrianka. Nové části jeskyně objevili 24. dubna 1926 skrze propast Peklo bratři Holmanové a Jozef Kovalčík, kteří jeskyni roku 1941 také provizorně zpřístupnili. V lednu 1956 objevili spolu s O. Gajdošíkem a L. Ivanovem spojení mezi starými a novými částmi. Od roku 1968 je z celkové doposud známé délky 3 km pro veřejnost zpřístupněno 750 m. Vchod do jeskyně leží v současnosti ve výšce 560 m n. m. na západním okraji obce Bystrá.
Jeskyně vznikla v vápencích a dolomitech středního triasu. Klikaté chodby Staré a Nové jeskyně se vytvořily rozšířením puklin podzemními vodami říčky Bystrianky ve třech vývojových úrovních. Nejnižší z nich protéká podzemní potůček, který se po 4 km objevuje v obci Valaská jako vyvěračka. Zvláštností jeskyně je puklinový charakter chodeb s výzdobou na jedné straně chodeb. Zastoupené jsou všechny formy sintrové výzdoby a erozních tvarů. Zvláštností jsou zasintrované oblázky nízkotatranské žuly v horních částech chodeb. Krápníkové útvary se nejvíc vyvinuly v Klenotnici v podobě stalaktitů, stalagmitů a záclonových závěsů. Všechny jsou živé, žlutobílé barvy s vysokým leskem. Mezi nejkrásnější patří Zvonivé stalaktity v Katakombách, Baldachýn nad Řečištěm a Kovářská výheň před Peklem. Jinde vynikají nástěnné vodopády a pod nimi sintrová jezírka.
Bystrianská jeskyně sehrála svou úlohu také během 2. světové války. Když 20. ledna 1945 nacisté obsadili vesnici Bystrá, mnoho obyvatel našlo úkryt v jejích podzemních prostorách. Pod vedením známého speleologa F. Majka a bratrů Mitterpachů sestoupili do hloubky 40 m. Tam si mezi tektonickými zlomy vytvořili úkryt. Ven z jeskyně se však nemohli lehce dostat, neboť vchod do jeskyně Němci zaminovali. V měkkém hlinitém dně jeskyně, které vystlali kameny a slámou, si vytvořili lůžka a do lahví sbírali vodu stékající z krápníků. Takto v jeskyni přežili 21 dní a ven se dostali až po osvobození Bystré. V největším dómu je umístěná pamětní tabule, věnovaná památce Gabriela Krupy, kterého zasáhla kulka, když se opožděně ukrýval v jeskyni. Vedle prohlídkového okruhu se nachází tzv. Léčebná síň, kde se v současnosti s úspěchem léčí problémy s horními dýchacími cestami u dětí.
Uvnitř jeskyně bylo pozorováno pět druhů netopýrů, a to vrápenec malý (Rhinolophus hipposideros), netopýr velký (Myotis myotis), netopýr východní (Myotis blythi), netopýr ušatý (Plecotus auritus) a netopýr dlouhouchý (Plecotus austriacus).

## Chráněné území
Bystrianska jaskyňa je národní přírodní památka ve správě příspěvkové organizace Správa slovenských jeskyní. Nachází se nedaleko obce Bystrá v katastrálním území obce Valaská v okrese Brezno v Banskobystrickém kraji. Území bylo vyhlášeno v letech 1973 a 2005. Rozloha ochranného pásma byla stanovena na 104,1694 ha.